# Brennerin
Le Brennerin est un sommet des Alpes, à 1 602 m, dans le massif du Salzkammergut, et en particulier dans le chaînon du Höllengebirge, en Autriche (Haute-Autriche).